# Schlacht von al-Qurna
Landung bei Fao –
Basra –
al-Qurna –
Shaiba –
Ktesiphon –
Belagerung von Kut –
Scheich Saad –
Wadi –
Hanna –
Dujaila –
Kut II –
Bagdad –
Samarra –
Ramadi –
Sharqat
Die Schlacht von al-Qurna wurde im Ersten Weltkrieg zwischen britischen und osmanischen Truppen ausgetragen. Nach der Schlacht von Basra und der Eroberung der Stadt durch die Briten am 22. November 1914 zogen sich die Truppen der osmanischen 38. Division etwa 80 Kilometer bis in die Stadt al-Qurna zurück und bauten dort eine neue Verteidigungsstellung auf.

## Hintergrund
Nach der Eroberung Basras versuchte der osmanische Befehlshaber und ehemalige Gouverneur von Basra Subhi Bey, seine Truppen zu sammeln und eine neue Verteidigungsstellung zu errichten, um ein weiteres Vordringen der britischen Truppen in Richtung Bagdad zu verhindern. Hierfür wählte er das kleine al-Qurna am Zusammenfluss von Euphrat und Tigris, das die Straße nach Bagdad absicherte. Zudem konnten so auch die Wasserwege kontrolliert werden, welche durch britische Kanonenboote gefährdet waren. Zur Verstärkung wurden von Kut aus etwa 17.000 osmanische Soldaten in Marsch gesetzt, welche al-Qurna als Sprungbrett für eine Rückeroberung Basras nutzen sollten, welches von nur ungefähr 6.000 britischen Soldaten verteidigt wurde.

## Schlacht
Nach einer Aufklärung durch die Royal Navy erteilte der britische Befehlshaber an der Mesopotamienfront Arthur Barrett der 18. indischen Brigade unter Major General C.I. Fry den Auftrag, al-Qurna zu besetzen. Am Abend des 3. Dezember setzte sich die Vorhut unter Oberstleutnant Frazer, bestehend aus zwei Bataillonen, mit zwei Sloops und einem Kanonenboot von Basra aus in Marsch und brachte sich am 4. Dezember an dem al-Qurna gegenüber liegenden Tigrisufer in Stellung, nachdem sie die leichten osmanischen Verteidigungsstellungen bei dem Dorf Muzereh beseitigt hatten. Am gleichen Tag versuchten sie erstmals den Tigris zu überqueren, was jedoch scheiterte. Sie zogen sich daraufhin in ihr Lager am Landepunkt einige Kilometer flussabwärts zurück.
Nach Eintreffen weiterer Teile der Brigade am Morgen des 6. Dezember verfügten die Briten über etwa 2100 Soldaten und 16 Feldgeschütze. Mit diesen vertrieben sie am nächsten Tag die Osmanen aus Muzereh und dem dahinterliegenden Palmenhain am Ostufer des Tigris, wo diese sich mit 1000 bis 2000 Mann und mehreren Geschützen festgesetzt hatten. Die osmanischen Truppen auf dieser Seite des Flusses zogen sich flussaufwärts zurück und ließen die Besatzung von al-Qurna allein zurück. Am Morgen des 8. Dezember überquerten zwei indische Bataillone mit Unterstützung einer Pionierkompanie den Tigris einige Kilometer flussaufwärts, um die osmanischen Truppen in al-Qurna im Rücken anzugreifen. In der Nacht zum 9. entsandte Subhi Bey, dessen Rückzugsmöglichkeiten dadurch abgeschnitten waren, eine Abordnung von Offizieren, um die Kapitulation anzubieten. Nachdem al-Qurna am Morgen des 9. umstellt worden war, ging Subhi Bey mit 45 Offizieren und 989 Mann in Gefangenschaft.

## Folgen
Das eher einem Scharmützel als einer Schlacht gleichende Gefecht um al-Qurna erwies sich dennoch als strategisch wichtig. Die Briten waren in der Lage, ihre Eroberung Basras abzusichern und eine vorgeschobene Verteidigungslinie aufzubauen, von der aus sie anschließend ihre Taktik der vorwärtsgerichteten Verteidigung beginnen konnten.